# Голубцова Марія Олександрівна
Марі́я Голубцо́ва (* 2000) — українська фігуристка.

## Життєпис
Народилася 2000 року в Одесі. Зі своїм партнером по катанню Кирилом Бєлобровим є бронзовою призеркою Меморіалу Павла Романа-2021 і дворазовою срібною призеркою національної першості України. Дует змагався у фінальному відтинку на Чемпіонаті світу серед юніорів 2016 та 2020 років.

### Спортивні досягнення з Кирилом Бєлобровим
- Чемпіони України серед юніорів (2019/2020)
- Чотириразові призери чемпіонату України (2015/16, 2019—2021)
- Чотириразові призери чемпіонату України серед юніорів (2015—2018)
- Учасники юнацьких Олімпійських ігор
- Учасники чемпіонатів світу серед юніорів
- Учасники чемпіонатів Європи